# 盧卡·尼斯
盧卡.尼斯（Luca Netz；2003年5月15日—），是一名德國足球運動員，司職左後衛，現時效力德甲球隊慕遜加柏。

## 外部連結
- 德国足球协会上的盧卡·尼斯（支持德语版）
- Soccerway資料庫：盧卡·尼斯